# バーベルスベルク

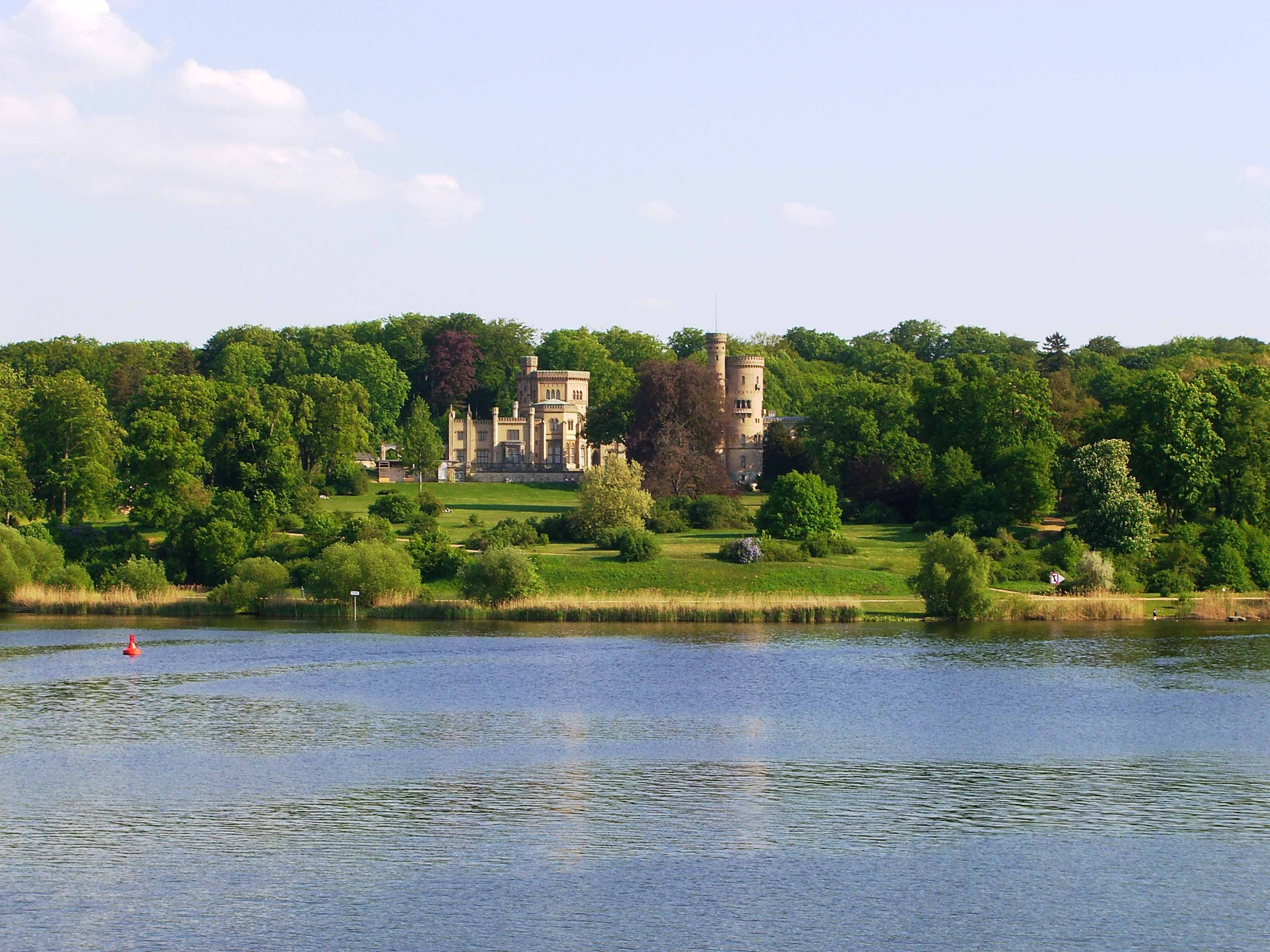
ハーフェル川と世界遺産の一部であるバーベルスベルク城

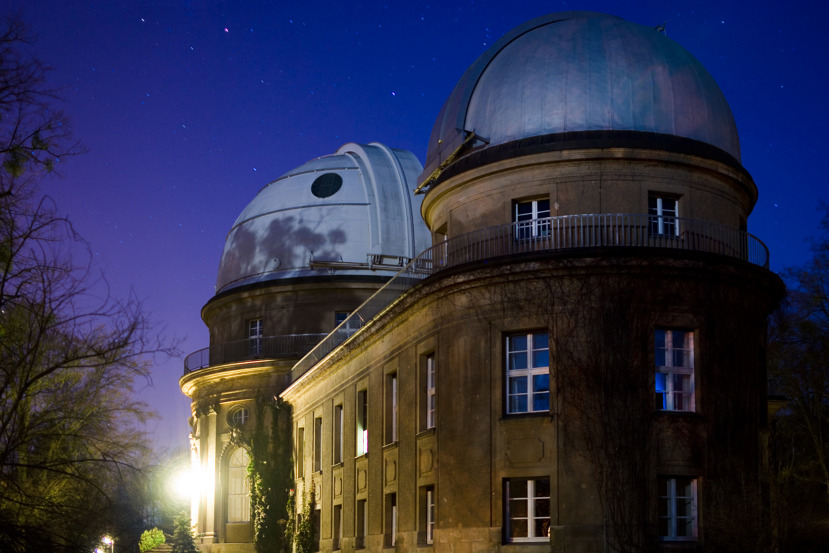
バーベルスベルク天文台

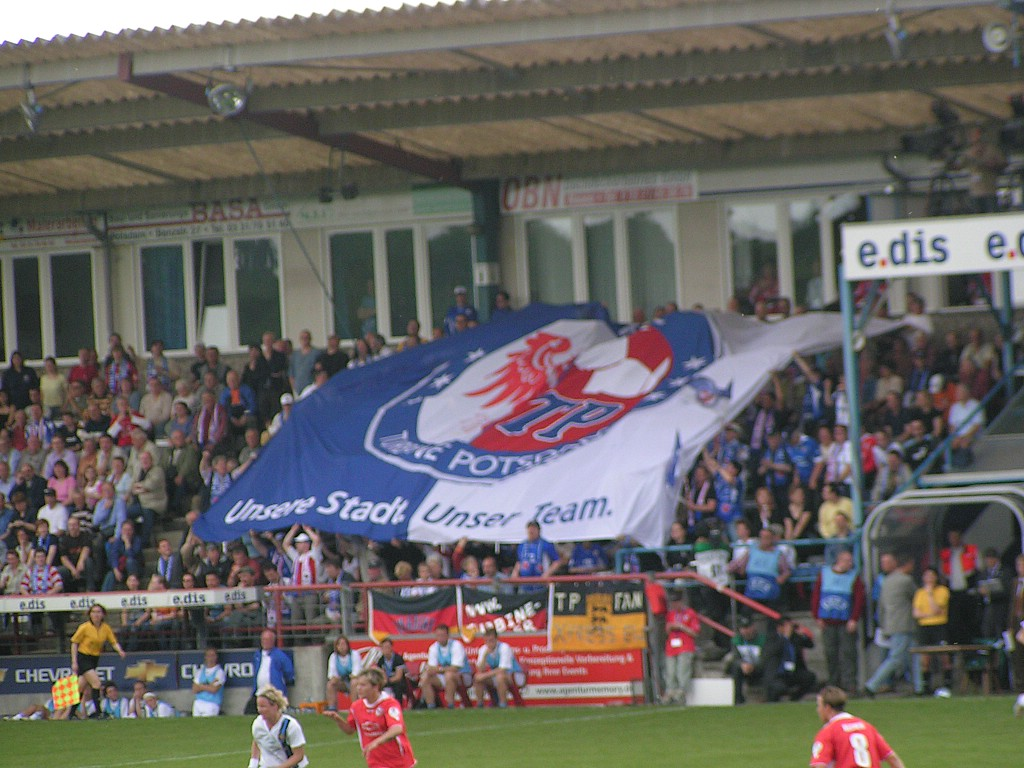
UEFAウーマンズカップ決勝戦

バーベルスベルク (Babelsberg) は、ドイツ連邦共和国ブランデンブルク州の州都ポツダム最大の地区である。ポツダム＝バーベルスベルク (Potsdam-Babelsberg) とも表記される。名称は「バーベルスベルク（バーベル山）」に由来する。

## 歴史
バーベルスベルクは、カール4世の命を受けて1375年に作成された地理書に独立した租税地区として、歴史上初めてその名称が記載された。バーベルスベルクは三十年戦争の間に幾度か戦火に見舞われ、甚大な被害を受けた。1939年、バーベルスベルクはポツダム独立市に合併吸収され、ポツダム＝バーベルスベルク地区を形成することとなった。1945年、ポツダム会談の際にはヨシフ・スターリン、ハリー・S・トルーマン、ウィンストン・チャーチル三名がバーベルスベルクの邸宅に滞在した。ポツダム宣言がこの地より発信された。ベルリンとポツダムに近接していることから、バーベルスベルクの歴史にはそれらの都市と共通している部分も数多く見受けられ、特にプロイセン王国、冷戦時の東西ドイツ分断、再統一で歴史的な話し合いの場所とされた。
バーベルスベルクは産業革命時に一大工業地域へと成長し、繊維工業、機械産業等が盛んとなった。

## 地理
バーベルスベルクは旧西ベルリンのヴァンゼー地区と隣り合っているため、ベルリンの壁の一部が残されている。ドイツ映画黄金期を支えたUFA（ユニバーサル映画株式会社）スタジオなどの世界最古の大規模映画製作スタジオ跡が存在する。現在でもヨーロッパの情報発信源として広く知られるが、現在はバーベルスベルクスタジオという新しい一大メディアセンターが、ヨーロッパの情報発信基地のひとつとして世界に情報を発信している。また、世界遺産「ポツダムとベルリンの宮殿群と公園群」の一部である公園や城でも有名である。この城はかつてナチス親衛隊の拠点であった。
城を囲んでいるバーベルスベルク公園はカール・フリードリヒ・シンケル、ルートヴィヒ・ペルシウス、ペーター・ヨーゼフ・レンネ、またヘルマン・フォン・ピュックラー＝ムスカウ等の高名な建築家、造園家によって構想、竣工された。バーベルスベルクにはポツダム大学の2つの施設があり、その内のひとつはバーベルスベルク公園内にある。